# Labason
Labason est une localité de la province de Zamboanga du Nord, aux Philippines. En 2015, elle compte 41 357 habitants.